# Pierre Egron
Pour les articles homonymes, voir Jean Amelin (homonymie) et Amelin.
Pierre Egron est un flibustier français, né à Abbeville en 1664 et mort à 26 mars 1696 à Saint-Thomas, connu sous le pseudonyme de Jean Amelin.
Il écuma la mer des Antilles et les côtes d'Afrique entre 1682 et 1695.